# Библиотека „Световна класика за деца и юноши“
Библиотека „Световна класика за деца и юноши“ е книжна поредица на книгоиздателства „Отечество“ и „Народна младеж“.
Анн от фермата Грийн Гербълс- Луси Монгомъри
- Романи за деца – Ерих Кестнер (1977, Народна младеж)
- Последният мохикан – Джеймс Фенимор Купър (1977, Отечество)
- Стършел – Етел Лилиан Войнич (1977, Отечество)
- Капитан Немо – Жул Верн (1977, Отечество)
- Самотна лодка се белее – Валентин Катаев (1977, Народна младеж)
- Спартак – Рафаело Джованьоли (1977, Отечество)
- Кондуит и Швамбрания – Лев Касил (1978, Народна младеж)
- Приключенията на Незнайко • Незнайко в Слънчевия град – Николай Носов (1978, Отечество)
- Сърце – Едмондо де Амичис (1978, Народна младеж)
- Човекът в калъф – Антон Павлович Чехов (1978, Отечество)
- Конникът без глава – Томас Майн Рид (1978, Отечество)
- Чичо Томовата колиба – Хариет Бичър Стоу (1978, Отечество)
- Гълъбът на прозореца – Йордан Йовков (1978, Отечество)
- Тримата мускетари – Александър Дюма-баща (1978, Народна младеж)
- Приключенията на Оливър Туист – Чарлз Дикенс (1979, Отечество)
- Клетниците – Виктор Юго (1979, Отечество)
- Най-тежкото имане – Ангел Каралийчев (1979, Народна младеж)
- Приключенията на Лукчо • Джалсомино в страната на лъжците – Джани Родари (1979, Отечество)
- Малкият принц • Земя на хората – Антоан дьо Сент Екзюпери (1979, Народна младеж)
- Детство • Юношество • Младост – Лев Николаевич Толстой (1979, Отечество)
- Златни ливади – Михаил Пришвин (1979, Народна младеж)
- Три повести за Карлсон – Астрид Линдгрен (1979, Отечество)
- Стас и Нели – Хенрик Сенкевич (1980, Отечество)
- Чудното пътуване на Нилс Холгерсон – Селма Лагерльоф (1980, Отечество)
- Повест за истинския човек – Борис Полевой (1980, Народна младеж)
- Тил Уленшпигел – Шарл дьо Костер (1980, Отечество)
- Военна тайна – Аркадий Гайдар (1980, Отечество)
- Айвънхоу – Уолтър Скот (1980, Отечество)
- Записки на ловеца – Иван Сергеевич Тургенев (1980, Отечество)
- Белия зъб • Дивото зове – Джек Лондон (1980, Народна младеж)
- Баскервилското куче • Изгубеният свят – Артър Конан Дойл (1980, Народна младеж)
- Анелка – Болеслав Прус (1981, Отечество)
- Приключенията на добрия войник Швейк – Ярослав Хашек (1981, Отечество)
- Тарас Булба – Николай Василиевич Гогол (1981, Отечество)
- Млада гвардия – Александър Фадеев (1981, Народна младеж)
- Приключенията на Том Сойер • Приключенията на Хъкълбери Фин – Марк Твен (1981, Народна младеж)
- Детство • Сред хората – Максим Горки (1981, Отечество)
- Малкият бунтовник – Франце Беук (1981, Отечество)
- Бай Ганьо • До Чикаго и назад – Алеко Константинов (1982, Отечество)
- Детството на Никита – Алексей Толстой (1982, Отечество)
- Родът на Шоймару • Островът на цветята – Михаил Садовяну (1982, Отечество)
- Под игото – Иван Вазов (1982, Народна младеж)
- Бъди добър до смърт – Жигмонд Мориц (1983, Отечество)
- Ветрената мелница – Елин Пелин (1983, Отечество)
- Малката русалка – Ханс Кристиан Андерсен (1983, Отечество)
- Островът на съкровищата • Черната стрела – Робърт Луис Стивънсън (1983, Отечество)
- Робинзон Крузо – Даниел Дефо (1983, Отечество)
- Капитанската дъщеря – Александър Сергеевич Пушкин (1983, Отечество)
- Чапаев – Дмитрий Фурманов (1983, Народна младеж)
- Дребосъчето • Писма от моята мелница – Алфонс Доде (1983, Отечество)
- Избрани приказки – Братя Грим (1983, Народна младеж)
- Приказки от хиляда и една нощ (1984, Народна младеж)
- Как се каляваше стоманата – Николай Островски (1984, Народна младеж)